# Walter Brandmüller
Walter Brandmüller (5 de enero de 1929) es un historiador y cardenal de la Iglesia católica. Entre 1998 y 2009 fue presidente del Comité Pontificio de Ciencias Históricas.

## Biografía
Brandmüller nació en 1929 en Ansbach, Alemania. Su padre era un oficial. Nació como protestante y se convirtió al catolicismo cuando era adolescente. Estudió Filosofía y Teología en la Philosophisch-Theologische Hochschule de la Universidad de Bamberg hasta 1953, año en el que es ordenado sacerdote. 

### Sacerdocio
El 26 de julio de 1953, fue ordenado sacerdote en Bamberg por Joseph Otto Kolb, arzobispo de Bamberg. Ejerció su oficio pastoral en la iglesia de San Juan de Kronachentre 1953 y 1957, y en la iglesia de San Martín de Bamberg de 1957 a 1960. Ese mismo año, 1960, en enviado a continuar sus estudios en la Universidad Ludwig-Maximilians de Múnich. Es en esta prestigiosa universidad donde se especializa en estudios históricos, obteniendo el doctorado en 1963 con una tesis titulada Das Wiedererstehen katholischer Gemeinden in den Fürstentümern Ansbach und Bayreuth (El resurgimiento de las comunidades católicas en los principados de Ansbach y Bayreuth). Cuatro años después, en 1967, obtuvo la "habilitación" con la tesis Das Konzil von Pavía-Siena (1423-1424).
De 1969 a 1970 ejerce como profesor de Historia de la Iglesia en la Universidad de Dillingen. Ese mismo año, 1970, es nombrado catedrático de Historia de la Iglesia medieval y moderna en la Universidad de Augsburgo, oficio que ejercerá hasta su jubilación en 1997. En Augsburgo compatibilizó su carrera docente con el servicio pastoral en la parroquia de la Asunción de Walleshausen (1972-1997).
Es especialista en la historia de los concilios, fundador y editor de la revista Annuarium Historiae Conciliorum (Paderborn, 1969), y de la serie Konziliengeschichte (1979), que ha publicado 37 volúmenes hasta el momento. También ha publicado el Manual de Historia de la Iglesia de Baviera (San Ottilie, 1991-1999, 3 vols. en 4). De 1981 a 2009 fue miembro del Comité Pontificio de Ciencias Históricas, siendo su presidente entre 1998 y 2009. 
Fue nombrado Prelado de Honor el 17 de julio de 1983. El 22 de julio de 1990, recibió la Cruz de la Orden del Mérito de la República Federal de Alemania por el presidente Richard von Weizsäcker. Se desempeñó como Presidente de la Comisión Internacional para la Historia de la Iglesia contemporánea desde 1998 hasta 2006. Es canónigo de la Basílica de San Pedro desde 1997.
El 20 de noviembre de 2010 el papa Benedicto XVI elevó a Brandmüller al Colegio cardenalicio, como cardenal-diácono de la iglesia de San Julián de los Flamencos. Tenía más de 80 años en el momento de su elevación, por lo que no podía ser votante para un eventual cónclave. 

### Episcopado
A pesar de no ser requerido por la ley canónica para los cardenales, fue nombrado obispo. El 13 de noviembre de 2010, en la iglesia de Santa María dell'Anima, recibió la consagración episcopal de manos del cardenal Raffaele Farina, archivero y bibliotecario de la Iglesia católica, con la asistencia de Ludwig Schick, arzobispo de Bamberg, y Giuseppe De Andrea.
El 3 de mayo de 2021, durante un Consistorio presidido por el papa Francisco, es promovido a la Orden de los Presbíteros manteniendo la Diaconía elevada pro hac vice a título cardenalicio.
El cardenal Brandmüller ha colaborado en los últimos años en su firme defensa de la fe católica con los cardenales Raymond Leo Burke y Robert Sarah, y con los obispos Athanasius Schneider, O.R.C, y Joseph Strickland. 

## Posiciones

### Sínodo sobre la familia
En 2014, con la vista puesta en el Sínodo sobre la familia convocado por el Papa Francisco publicó, junto con los también cardenales, Raymond L. Burke, Carlo Caffarra, Gerhard L. Müller y Velasio de Paolis, el arzobispo Cyril Vasil’, y los expertos Robert Dodaro, O.S.A., Paul Mankowski, S.J., y John M. Rist, el libro Permanecer en la Verdad de Cristo. Matrimonio y Comunión en la Iglesia católica, en el que los autores "demuestran cómo, examinando los textos bíblicos fundamentales y recurriendo a las fuentes patrísticas, no es posible invocar sic et simpliciter la «tolerancia» -defendida por Kasper- para reconocer la facultad de acceder al sacramento de la Eucaristía por parte de quienes han contraído matrimonio civil tras el divorcio".

### DubiassobreAmoris laetitia
Brandmüller ha criticado públicamente la exhortación apostólica  Amoris Laetitia, en particular la nota 351 que planteaba la posibilidad de que los divorciados vueltos a casar pudiesen comulgar. En 2016, Brandmüller, junto con los también cardenales Raymond L. Burke (EE. UU.), Joachim Meisner (Alemania) y Carlo Caffarra (Italia), presentó una serie de preguntas al Papa Francisco con el fin de clarificar dicha postura, denominadas dubia, que tras dos meses sin respuesta fueron publicadas.  

### Dubiassobre el Sínodo de la sinodalidad
En 2023, junto a los también cardenales Raymond Leo Burke (EE. UU.), Joseph Zen Ze-kiun (China), Juan Sandoval Íñiguez (México) y Robert Sarah (Guinea-Conakri), envió al Papa Francisco y al entonces prefecto del Dicasterio para la Doctrina de la Fe unas dubia para aclarar la doctrina católica en algunos puntos capitales de cara al entonces inminente y polémico Sínodo sobre la Sinodalidad. Los cinco cardenales querían preservar intacto el depósito de la fe revelada frente a las innovaciones que exigían algunos sectores. Además, los cinco coincidieron en que el cardenal George Pell (Australia), fallecido unos meses antes de la presentación de las dubia, las habría suscrito de seguir con vida. El cardenal Müller (Alemania), antiguo prefecto de la Congregación para la Doctrina de la Fe, manifestó abiertamente su apoyo a los cinco cardenales que presentaron las dubia al Pontífice. El Papa Francisco contestó a los dubia unos meses después, pero lo hizo de tal modo que ninguno de los cardenales quedó satisfecho, al ser las respuestas demasiado vagas y poco exhaustivas.

## Distinciones
- Cruz de la Orden del Mérito de la República Federal de Alemania (1990).

## Obras

### Libros
- Galileo y la Iglesia (1987, 1ª ed.).
- ¿Ateísmo? No, gracias (2011). Coautor junto con Ingo Langer.

### Colaboración en obras colectivas:
- "Unicidad e indisolubilidad del matrimonio: El camino desde la Alta Edad Media hasta el Concilio de Trento", en: Permanecer en la verdad de Cristo. Matrimonio y comunión en la Iglesia Católica (2014, 1ª ed.).